# Nancy Khedouri
Nancy Dina Elly Khedouri ( en árabe: نانسي دينا إيلي خضوري‎  ; en hebreo: נאנסי ח'דורי‎    ) es una política, empresaria y escritora bareiní . Ha sido miembro de la Asamblea Nacional de Baréin desde 2010. 

## Biografía
La familia Khedouris es una de las familias judías en Baréin, una familia de importadores de manteles y ropa de cama. Su familia directa es de tercera generación en Baréin, y es prima de Houda Nonoo, embajadora de Baréin en Estados Unidos de 2008 a 2013.
En su libro de 2007 From Our Beginning to Present Day, documentó la historia de los judíos de Baréin desde los primeros colonos (finales de 1880) hasta nuestros días.
En 2010, Nancy Khedouri se convirtió en miembro de la Asamblea Nacional de Baréin . Ha trabajado para suavizar las relaciones con Israel al aparecer públicamente con figuras políticas como Yisrael Katz . En abril de 2017, representó a su país en el Congreso Judío Mundial .

## Trabajos
- From Our Beginning to Present Day  (en árabe: بداياتنا و حتى وقتنا الحاضر‎), Manama, Bahrain, 2007 ISBN 978-99901-26-04-4